# Spirostreptus subpartitus
Spirostreptus subpartitus är en mångfotingart som beskrevs av Karsch 1881. Spirostreptus subpartitus ingår i släktet Spirostreptus och familjen Spirostreptidae. Inga underarter finns listade i Catalogue of Life.